# María Trinidad Sánchez (tỉnh)
María Trinidad Sánchez là một tỉnh của Cộng hòa Dominica. Tên ban đầu là Trinidad Sánchez Nagua theo tên tỉnh lỵ. Tỉnh này đã được tách ra từ Samaná vào năm 1959. Tên của tỉnh được đặt theo một nữ chiến sĩ trong các cuộc chiến tranh giành độc lập.

## Các đô thị và các huyện đô thị
Đến thời điểm ngày 20 tháng 10 năm 2006, tỉnh này được chia thành đô thị (municipio) và các huyện đô thị (distrito municipal - D.M.):
| - Cabrera - Arroyo Salado (D.M.) - La Entrada (D.M.) - El Factor - El Pozo (D.M.) - Trinidad Sánchez Nagua - Arroyo al Medio (D.M.) - Las Gordas (D.M.) - San José de Matanzas (D.M.) - Río San Juan |

Dưới đây là bảng các đô thị và huyện đô thị.
| Name                            | Tổng dân số | Dân số đô thị | Dân số nông thôn |
| ------------------------------- | ----------- | ------------- | ---------------- |
| Cabrera                         | 25984       | 16898         | 9086}}           |
| El Factor                       | 32897       | 17489         | 15408}}          |
| Río San Juan                    | 44833       | 26143         | 18690}}          |
| Trinidad Sánchez Nagua          | 98027       | 67012         | 31015}}          |
| María Trinidad Sánchez province | 201741      | 127542        | 74199}}          |